# Ichneumon brachigaster
Ichneumon brachigaster là một loài tò vò trong họ Ichneumonidae.